# 미국 독립 전쟁의 외교
외교는 미국 독립 전쟁과 더 넓은 의미의 미국 독립 혁명의 결과에 있어 핵심적인 역할을 했다. 1775년 4월 무력 충돌 발발 전, 13개 식민지와 영국은 처음에는 영국 정치 체제 내에서 평화적으로 분쟁을 해결하려 했다. 공개적인 적대 행위가 시작되자, 양측이 목표 달성을 위해 외교 활동을 벌이고 전 세계 정부와 국가들이 분쟁의 지정학적, 이념적 함의에 관심을 가지면서 전쟁은 국제적인 차원으로 발전했다.
미국의 외교는 주로 영국의 더 큰 전략적, 군사적, 인력적 우위를 상쇄할 지원을 확보하는 데 집중했다. 일반적으로 이 분쟁을 내전으로 간주했던 영국은, 이러한 외교적 접근을 억제하는 동시에 다양한 미국 원주민 부족 및 독일 주들과의 관계를 활용하는 데 우선순위를 두었다.
1775년 11월, 미국 대륙회의는 국제적인 지지와 비밀 원조를 얻기 위해 비밀 통신 위원회를 데 팍토 외무부로 설립했다. 1776년 7월 독립을 선언한 후, 미국은 "국제 법적 주권"을 주장하며, 외교적 인정을 통한 정치적 정당성에 우선순위를 두는 공식적이고 독립적인 외교 정책을 추진했다. 비밀 통신 위원회는 1777년 4월 외교 위원회로 바뀌었다. 벤저민 프랭클린, 토머스 제퍼슨, 존 애덤스, 제임스 매디슨 등 여러 주요 미국 정치 지도자들이 전쟁 중 다양한 직책에서 외교관으로 활동했다.
미국의 많은 건국자와 후대 역사가를 포함한 당대 관찰자들은 미국 외교가 미국 독립 혁명의 성공에 필수적임을 인정했다. 특히 프랑스와 스페인을 비롯한 여러 외국과의 동맹은 결정적인 전쟁 물자, 자금, 병력을 제공하는 동시에 영국을 전 세계적으로 고립시키고 군사력을 분산시켰다. 1781년 전쟁을 미국에 유리하게 사실상 종결시킨 결정적인 요크타운 공방전은 주로 프랑스군과 해군 병력의 도움으로 승리했다.
이와 대조적으로, 혁명 전쟁이 시작될 무렵 영국은 수년간 대부분의 유럽 강대국들과의 갈등과 적대 관계 끝에 외교적으로 고립되었다. 국제적 지원을 모으지 못한 점과 미국이 영국에 대한 광범위한 적대감을 이용한 점은 영국이 패배한 주요 요인이었다.

## 대륙회의의 외교
혁명 전쟁 전에는, 각 식민지가 자체적으로 대리인을 파견하여 런던에서 식민지 외부 관계를 처리했다. 식민지들은 유럽 평화 협정, 인디언 부족과의 협정, 그리고 식민지 간 협정의 대상이었다.
1772년부터 여러 식민지들이 통신위원회를 구성했다. 의회는 1773년에 차법을 제정했고, 보스턴 차 사건 이후 1774년에 보스턴항법, 매사추세츠 정부법(또는 참을 수 없는 법)을 제정했다. 대륙회의는 통신위원회를 설립했으며, 이는 1789년에 외무부가 되었다.

### 화해 결의안
노스 경은 1775년 2월 20일 통과된 결의안 초안 작성을 위해 화해자라는 이례적인 역할을 맡았다. 이는 미국 독립 전쟁 발발 직전에 13개 식민지와 평화적 합의에 도달하려는 시도였다. 이 결의안은 공동 방위에 기여하고 시민 정부와 사법 행정(즉, 반왕실 반란에 대항하는)에 지원을 제공하는 모든 식민지는 상업 규제에 필요한 세금이나 관세 외에는 면제될 것이라고 선언했다. 이 결의안은 각 식민지에 보내졌으며, 의도적으로 대륙회의를 무시했다.
노스 경은 식민지 주민들을 분열시켜 어떠한 혁명/독립 운동(특히 대륙회의가 대표하는 운동)도 약화시키기를 바랐다.
이 결의안은 "너무 늦고 너무 미미한" 것으로 판명되었으며, 1775년 4월 19일 렉싱턴에서 미국 독립 전쟁이 시작되었다. 대륙회의는 벤저민 프랭클린, 토머스 제퍼슨, 존 애덤스, 리처드 헨리 리가 작성한 보고서를 1775년 7월 31일자로 발표하며 이를 거부했다.

### 올리브 가지 청원서
1775년 5월 제2차 대륙회의가 소집되었을 때, 대부분의 대표자들은 존 디킨슨을 따라 조지 3세와 화해하려 했다. 그러나 존 애덤스가 이끄는 소수 대표단은 전쟁이 불가피하다고(혹은 이미 시작되었다고) 믿었지만 조용히 있었다. 이러한 결정으로 존 디킨슨과 그의 추종자들은 원하는 어떤 화해 수단이든 추구할 수 있게 되었고, 올리브 가지 청원서가 승인되었다. 이 청원서는 처음 토머스 존슨이 초안을 작성했지만, 존 디킨슨은 그 표현이 너무 공격적이라고 여겨 대부분의 문서를 다시 작성했으며, 일부 결론만 그대로 유지되었다. 이 서한은 7월 5일에 승인되었지만, 1775년 7월 8일에 서명되어 런던으로 보내졌다. 이 서한은 식민지 주민들이 국왕의 정책이 아니라 내각의 정책에 불만을 품고 있다고 말하며 조지 3세에게 호소했다.

### 캐나다 주민에게 보내는 편지
1774년, 영국 의회는 퀘벡 법을 다른 법안들과 함께 제정했는데, 이 법안들은 미국 식민지 개척자들에 의해 참을 수 없는 법으로 낙인찍혔다. 이 조치는 (특히) 프랑스계 캐나다인의 로마 가톨릭 신앙을 보장했다.
캐나다 주민에게 보내는 편지들은 1774년, 1775년, 1776년에 제1차 대륙회의와 제2차 대륙회의가 퀘벡 주(당시 프랑스령 캐나다 주였으며, 대표 제도가 없었다) 주민들과 직접 소통하기 위해 작성한 세 통의 편지였다. 이 편지들의 목적은 대규모 프랑스어 사용 인구를 미국 혁명 대의에 끌어들이는 것이었다. 이 목표는 결국 실패했고, 퀘벡은 다른 북부 영국령 아메리카 주들과 함께 영국의 손에 남았다. 얻은 유일한 중요한 지원은 총 1,000명 미만의 병력을 가진 두 개 연대를 모집한 것이었다.

### 프랑스 파견원
1775년 12월, 베르젠은 대륙회의의 의중을 떠보기 위해 비밀 전령인 줄리앙 알렉상드르 아샤르 드 봉부아르를 보냈다. 그는 비밀 통신 위원회와 만났다.
1776년 초, 사일러스 딘은 의회에 의해 반공식적인 자격으로 프랑스에 파견되어 프랑스 정부가 식민지들에게 재정 지원을 하도록 설득했다. 파리에 도착하자마자 딘은 즉시 베르젠과 보마르셰와 협상을 시작하여 로데리게 오르탈레스 앤 컴퍼니를 통해 많은 무기와 탄약을 미국으로 선적했다. 그는 또한 라파예트, 요한 드 칼브, 토마스 콘웨이, 카지미에시 푸와스키, 프리드리히 빌헬름 폰 슈토이벤 남작 등을 포함한 여러 대륙군 용병의 봉사를 얻었다.
아서 리는 1775년에 런던의 의회 특파원으로 임명되었다. 그는 반란군의 지지를 얻기 위해 스페인과 프로이센에 특사로 파견되었다. 프리드리히 2세 국왕은 영국을 매우 싫어했고, 헤센병의 통과를 막는 등 미묘한 방식으로 영국의 전쟁 노력을 방해했다. 그러나 영국과의 무역은 너무 중요해서 잃을 수 없었고, 오스트리아로부터의 공격 위험도 있었기 때문에 그는 평화 정책을 추구하고 공식적으로 엄격한 중립을 유지했다. 스페인은 영국과 전쟁할 의향이 있었지만, 라틴 아메리카 제국에 위협이 되는 공화주의를 매우 싫어했기 때문에 미국 대의에 대한 전면적인 지원을 철회했다.
1776년 10월 26일, 벤저민 프랭클린은 미국 특사로 프랑스에 파견되었다. 프랭클린은 1785년까지 프랑스에 머물렀다.

## 외국의 인정

### 네덜란드 공화국

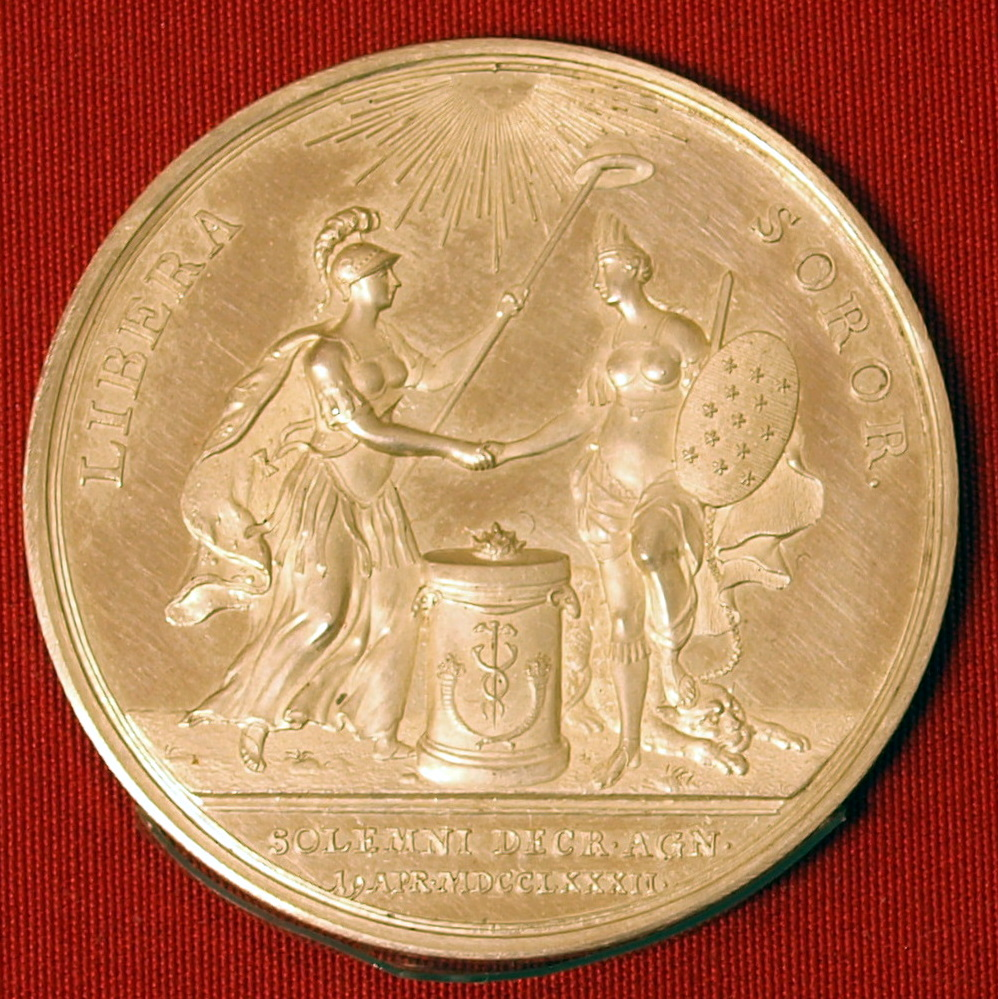
1782년 존 애덤스를 위해 주조된 동전으로, 네덜란드가 미국을 독립 국가로 인정했음을 기념한다. 1782년에 존 애덤스를 위해 주조된 세 개의 동전 중 하나이며 (그의 대사 지위, 네덜란드의 미국 인정, 네덜란드-미국 무역 조약에 대해), 이 세 개의 동전은 모두 테일러르스 박물관의 동전 수집품에 있다.

1776년, 네덜란드 연방은 미국의 국기에 경례한 최초의 국가가 되었고, 이는 네덜란드에 대한 영국의 의심을 증가시켰다. 1778년, 네덜란드는 프랑스와의 전쟁에서 영국의 편을 들라는 강요를 거부했다. 네덜란드는 미국에 주요 공급자였다. 예를 들어, 1778년부터 1779년까지 13개월 동안 서인도 제도의 네덜란드령 신트외스타티위스섬에서는 3,182척의 선박이 출항했다. 영국이 반군을 위한 무기를 찾기 위해 모든 네덜란드 선박을 수색하기 시작하자, 공화국은 공식적으로 무장 중립 정책을 채택했다. 영국은 1780년 12월에 전쟁을 선포했고, 네덜란드가 제1차 무장 중립 동맹에 가입하기 전이었다. 이로 인해 제4차 영국-네덜란드 전쟁이 발생했고, 이는 영국의 자원을 분산시켰지만 궁극적으로 네덜란드 공화국의 쇠퇴를 확인시켜 주었다.
1782년, 존 애덤스는 네덜란드 은행가들로부터 전쟁 물자 조달을 위해 200만 달러의 대출을 협상했다. 1782년 3월 28일, 애덤스와 네덜란드 애국자 정치인 요한 판 데르 카펠런이 조직한 미국 대의명분을 위한 청원 캠페인 이후, 네덜란드 연방은 미국의 독립을 인정했고, 이어서 상업 및 우호 조약을 체결했다.

### 모로코
모로코의 술탄 무함마드 3세는 1777년 12월 20일 미국의 상선들이 모로코 술탄의 보호를 받게 되어 안전한 통행을 누릴 수 있다고 선포했다. 1786년의 모로코-미국 우호 조약은 깨지지 않은 가장 오래된 미국 우호 조약이 되었다.

### 프랑스
동맹 조약은 프랑스와 미국 정부를 대표하는 제2차 대륙회의 간의 협정으로, 1778년 5월에 비준되었다.
프랭클린은 그의 매력 공세를 통해 베르젠과 비밀 대출 및 프랑스 자원병을 넘어선 프랑스의 지원 확대를 위해 협상하고 있었다. 새러토가 전투에서 미국이 승리하자, 프랑스는 영국 적국에 대한 동맹을 공식화했다. 콩라드 알렉상드르 제라르 드 레네발은 미국 대표인 프랭클린, 사일러스 딘, 아서 리와 협상을 진행했다. 1778년 2월 6일에 서명된 이 조약은 영국군의 공격이 발생할 경우 양국이 서로를 돕기로 합의한 방어 동맹이었다. 또한, 13개 식민지의 독립이 인정될 때까지 어느 나라도 런던과 단독으로 평화 협정을 맺지 않을 것이었다.
프랑스의 전략은 야심차서 영국에 대한 대규모 침공도 고려되었다. 프랑스는 2년 안에 영국을 물리칠 수 있다고 믿었다.
1778년 3월, 제라르 드 레네발은 데스탱 함대와 함께 미국으로 항해했다. 그는 1778년 8월 6일 프랑스에서 미국으로 파견된 최초의 공인된 장관으로서 의회에 첫 알현을 했다.

### 레나페족
델라웨어족(레나페족)과의 조약 또는 제4차 피츠버그 조약으로도 알려진 피트 요새 조약은 1778년 9월 17일에 체결되었으며, 신생 미국과 아메리카 원주민(이 경우 레나페족) 간의 첫 번째 서면 조약이었다. 미국 독립 혁명기인 1775년부터 1783년 동안 아메리카 원주민들과 많은 비공식적인 조약이 맺어졌지만, 공식적인 문서로 이어진 것은 이 조약이 유일했다. 이 조약은 오늘날 피츠버그 시내에 위치한 펜실베이니아의 피트 요새에서 체결되었다. 이는 기본적으로 공식적인 동맹 조약이었다. 대부분의 인디언 부족들이 영국 편에 섰기 때문에 이 조약은 대체로 성공하지 못했다.

### 스페인

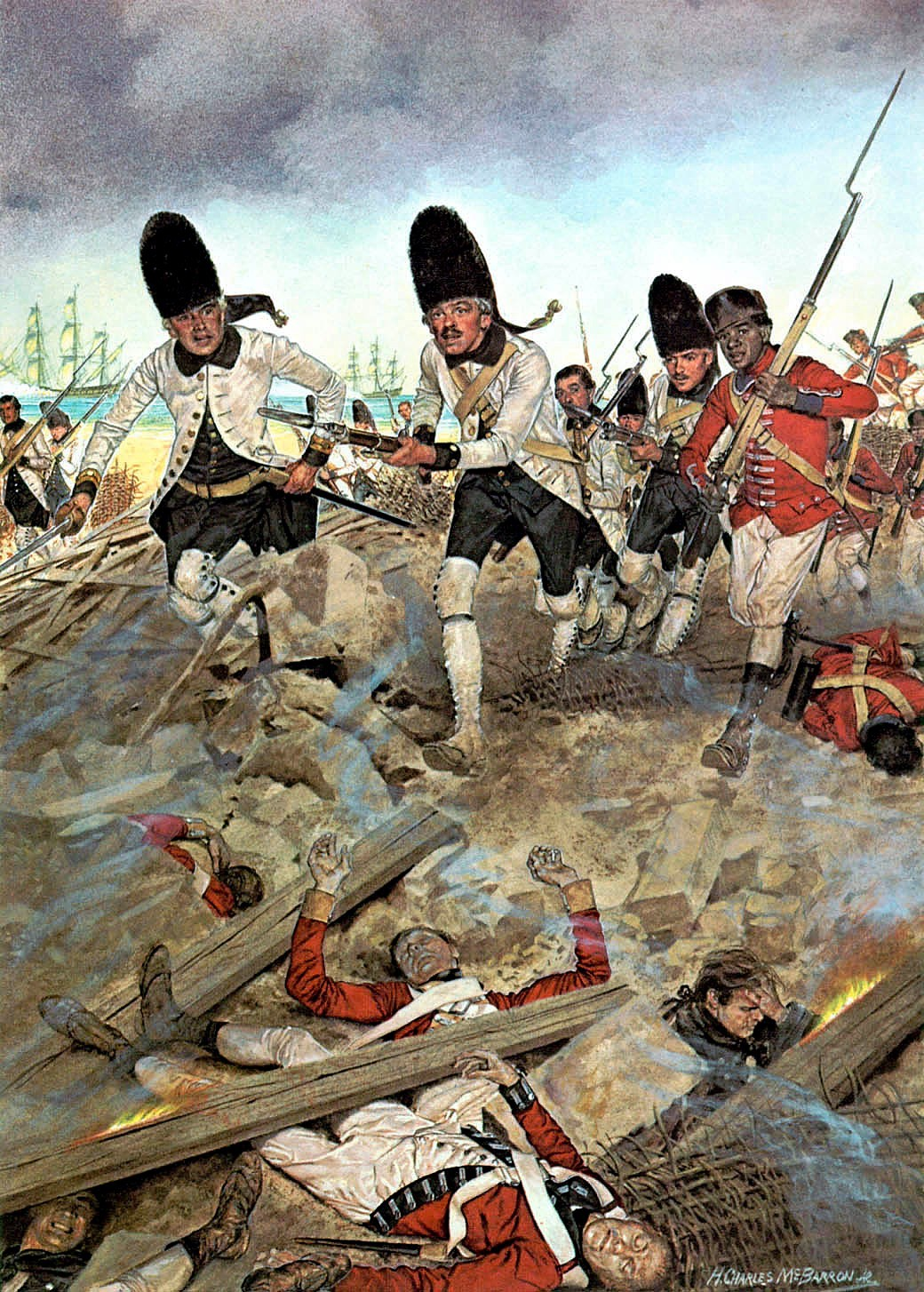
펜서콜라를 공격하는 스페인군; 이들은 영국이 남동부 인디언 동맹국에 보급하는 물자를 차단했다.

1777년, 새로운 총리인 호세 모니뇨 이 레돈도, 플로리다블랑카 백작이 집권했고, 그는 많은 영국 자유주의적 전통에 기반한 개혁주의적 의제를 가지고 있었다. 스페인의 경제는 거의 전적으로 아메리카의 식민지 제국에 의존하고 있었고, 그곳에서 토착 크리올 귀족들 사이에서 개혁이 야기한 불안으로 인해 스페인 궁정은 미국이 다른 유럽 강대국에 의해 지배되었던 식민지 상태에서 독립하는 것에 대해 우려했다. 이러한 고려 사항을 염두에 두고 스페인은 존 제이의 외교 관계 수립 시도를 끈질기게 거부했다.
스페인은 미국과 영국에 대항하는 공동 교전국이었지만, 미국의 독립을 인정하거나 전쟁이 거의 끝날 때까지 공식적인 관계를 수립하지 않았다. 그러나 루이지애나 총독 베르나르도 데 갈베스는 1776년부터 스페인 궁정의 지시에 따라 미국과 비공식적으로 협력하고 있었다.
프랑스가 1778-83년 영국-프랑스 전쟁을 시작한 후, 스페인과의 부르봉 왕가 협정을 발동시켰는데, 이 동맹은 부르봉가가 1713년 스페인의 지배 왕조가 된 이래로 존재했다. 비밀스러운 프랑스-스페인 아란후에스 조약은 1779년 4월 12일에 체결되었다. 프랑스는 스페인이 스페인에 인접한 지브롤터, 동플로리다, 서플로리다 및 지중해의 메노르카섬에 있는 영국 점령 영토를 점령하는 것을 돕기로 합의했다. 1779년 6월 21일, 스페인은 프랑스에 합류하기 위해 영국에 선전포고를 했지만, 미국의 독립을 보장하는 1778년 프랑스-미국 동맹에는 가입하지 않았다. 영국은 1783년 9월 3일 체결된 파리 조약에서 미국의 독립을 인정하여 미국 독립 혁명을 공식적으로 종결시켰다. 반면, 스페인은 영국과의 전쟁 참가국 중 미국의 독립을 가장 늦게 인정한 국가 중 하나였다.

## 영국의 평화 구상

### 스태튼 아일랜드 평화 회의
스태튼 아일랜드 평화 회의는 미국 독립 혁명을 종식시키기 위해 고안된 짧고 실패한 회의였다. 이 회의는 1776년 9월 11일 스태튼 아일랜드에서 열렸다.
1776년 9월 초, 롱아일랜드 전투에서 영국이 승리한 후, 조지 3세에 의해 임시 평화 위원으로 임명된 리처드 하우 제독은 존 애덤스, 벤저민 프랭클린, 에드워드 러틀리지와 회담을 가졌다. 하우 경은 처음에는 이들을 개인 자격으로 만나려 했지만(그는 전쟁 전부터 프랭클린을 알고 있었다), 미국인들이 그들을 의회의 공식 대표로 인정해 달라는 요구에 동의했다. 미국인들은 어떤 협상이든 영국이 독립을 인정해야 한다고 주장했다. 하우 경은 그들의 요구를 충족시킬 권한이 없다고 밝혔다. 영국은 킵스만 상륙에서 다시 작전을 재개했다.
이 위원회는 왕실로부터 반군 미국인들에게 일부 예외를 제외하고 사면을 제안하고, 판사들이 선행을 조건으로 재직할 수 있도록 하며, 휴전, 대륙회의 해체, 전전(전통적인) 식민지 의회 재설립, 노스 경의 화해 제안 수락, 그리고 전쟁으로 피해를 입은 왕당파에 대한 보상과 교환하여 식민지 불만을 논의할 것을 약속하도록 위임받았다.

### 칼라일 평화 위원회
1778년, 새러토가 전투에서의 영국군 패배(1777년 10월 17일 종결)와 프랑스의 미국 독립 인정에 대한 두려움으로 인해, 노스 경은 1778년 2월에 차법과 매사추세츠 정부법을 폐지했다. 미국인들에게는 너무 늦은 조치였다.
미국인들과 합의를 협상하기 위해 위원회가 파견되었으며, 제1대 오클랜드 남작 윌리엄 이든이 조직하고 조지 존스턴, 제5대 칼라일 백작 프레더릭 하워드가 이끌었다. 그러나 이들은 동맹 조약 소식이 런던에 도착한 후에야 떠났다. 필라델피아에 도착한 위원회는 의회에 제안서 꾸러미를 보냈다. 위원회의 조건 중에는 다음과 같은 내용이 제안되었다.
우리의 선의를 더욱 효과적으로 입증하기 위해, 우리는 이 첫 번째 통신에서 다음을 포함한 목적을 향한 모든 만족스럽고 정당한 조치에 동의할 의사가 있음을 선언하는 것이 적절하다고 생각합니다. 해상과 육상에서 적대 행위를 중단하는 데 동의합니다. 자유로운 교류를 회복하고, 상호 애정을 되살리며, 이 제국의 여러 부분에 걸쳐 자연화의 공통된 이점을 회복합니다. 각자의 이익이 요구하는 모든 무역의 자유를 확대합니다. 북아메리카의 여러 주에서 일반 의회 또는 특정 의회의 동의 없이 군사력을 유지하지 않는 것에 동의합니다. 미국의 부채를 갚고 지폐 유통의 가치와 신용을 높이는 조치에 동의합니다. 다른 주에서 대리인 또는 대리인을 상호 파견하여 우리의 연합을 영구화하고, 그들은 대영제국 의회에서 좌석과 발언권을 가질 수 있습니다; 또는 영국에서 파견될 경우, 그들은 각각 파견될 여러 주의 의회에서 좌석과 발언권을 가질 수 있으며, 그들이 파견되는 이들의 다양한 이익을 돌봅니다. 요컨대, 각 특정 주의 입법부 권한을 확립하여 수입, 민간 및 군사 기구를 정하고, 입법 및 내부 통치의 완벽한 자유를 행사하여, 북아메리카 전역의 영국 주들이 우리의 공동 주권 아래 평화와 전쟁에서 우리와 함께 행동하며, 총체적인 이익의 분리에는 미치지 못하지만 우리의 공동 종교와 자유의 안전이 달린 힘의 연합과 일치하는 모든 특권을 돌이킬 수 없이 누릴 수 있도록 합니다.
그러나 영국 육군이 필라델피아를 떠나 뉴욕으로 향하면서, 의회는 독립 인정을 고집하기로 결심했고, 이는 위원회에 주어진 권한이 아니었다.

### 클린턴-아버스넛 평화 선언
1780년 12월, 북아메리카 주둔 영국군 총사령관 헨리 클린턴 경과 해군 중장 매리엇 아버스넛은 "아메리카 식민지와 플랜테이션에 평화를 회복하고, 현재 반란 중인 폐하의 신하들 중 왕실의 자비를 받을 자격이 있는 자들에게 사면을 부여하기 위한" 왕실 위원으로 임명되었다. 애국자들은 이를 무시했다.

## 중립국과 영국의 고립
미국 독립 전쟁 중 영국의 외교는 실패했다. 유럽 대부분은 공식적으로 중립이었지만, 스웨덴과 덴마크와 같이 엘리트와 여론은 대체로 미국 반군을 지지했다. 영국은 동포 영국인들을 진압하기 위한 군대 병력을 모을 자원병을 찾을 수 없었을 뿐만 아니라, 국제적으로도 조지 3세를 위해 용병을 직접 고용해준 몇몇 작은 독일 국가들의 지원만 받았다.
제1차 무장 중립 동맹은 1780년부터 1783년까지 계몽 군주가 통치하는 동유럽 3대 강대국 간의 동맹이었다. 이들은 영국 왕립 해군의 반란 식민지 무역을 제한하려는 중상주의 정책에 맞서 중립국 선박을 보호함으로써 자유 무역을 증진시켰다. 영국 전함들은 중립 선박에 승선하여 프랑스 밀수품을 찾기 위해 무제한 수색을 실시했다. 영국과 가까운 동맹이었던 포르투갈은 영국이 더 긴급한 분쟁으로 바빴을 때 스페인-포르투갈 전쟁 (1776년-1777년)에서 스페인에 패배한 후 전쟁에 휘말리기를 원치 않아 중립을 유지했다. 포르투갈은 동맹에 가입했다.
러시아의 예카테리나 2세는 미국 독립 전쟁 중 1780년 3월 11일(구력 2월 28일) 러시아의 무장 중립을 선언하면서 1780년 무장 중립 동맹을 수립하는 데 주도적인 역할을 했다. 이 선언에서 그녀는 중립국이 무기 및 군사 물자를 제외하고는 교전단체 국민과 해상으로 무역할 수 있는 권리를 지지했다. 러시아는 전체 해안의 봉쇄는 인정하지 않고, 개별 항구에 대해서만 인정하며, 교전국의 전함이 실제로 존재하거나 근처에 있을 경우에만 인정했다.
덴마크와 스웨덴은 러시아의 중립 동맹 제안을 받아들여 선박에 대해 동일한 정책을 채택했고, 세 나라는 동맹을 결성하는 협정에 서명했다. 이들은 그 외에는 전쟁에 참여하지 않았지만, 교전국이 자국 선박을 수색할 경우 공동 보복을 위협했다. 1783년 파리 조약이 미국의 독립과 함께 혁명을 종결시켰을 때, 합스부르크 (오스트리아) 제국, 프로이센, 신성 로마 제국, 네덜란드 공화국, 포르투갈, 양시칠리아 왕국 및 오스만 제국 모두가 회원국이 되었다. 오스트리아는 미국 혁명 중 프랑스와 영국 간의 중재자로 행동하도록 초대되었다. 존 애덤스는 1781년 빈으로 가서 미국 독립을 위해 로비 활동을 했다.
1780년대의 동맹은 전시 중 미국과의 무역을 가능하게 함으로써 단기적으로 성공했으며, 국제 원칙으로서 "공해의 자유"에 기여했다. 군사적으로는 러시아 해군이 이 명령을 시행하기 위해 지중해, 대서양, 북해에 3개의 전대를 파견했음에도 불구하고, 예카테리나는 이 동맹을 "무장 무효"라고 불렀는데, 이는 영국 해군이 모든 회원국 함대를 합친 것보다 많았기 때문이다. 그럼에도 불구하고 영국은 러시아를 자극할 의사가 없었으며, 이후 영국 함대는 동맹 회원국의 선박 간섭을 피했다.
외교적으로 무장 중립 동맹은 훨씬 더 큰 비중을 가졌다. 프랑스와 미국은 새로운 중립 자유 무역 원칙에 대한 지지를 재빨리 선언했다. 제4차 영국-네덜란드 전쟁의 양측은 이를 네덜란드를 동맹에서 제외시키려는 시도로 암묵적으로 이해했지만, 영국은 공식적으로 이 동맹을 적대적인 것으로 간주하지 않았다.
제1차 동맹에 이어 나폴레옹 전쟁에서는 제2차 무장 중립 동맹이 결성되었으나, 이는 훨씬 덜 성공적이었고 코펜하겐 해전에서 영국이 승리한 후 종결되었다.

## 파리 평화 조약

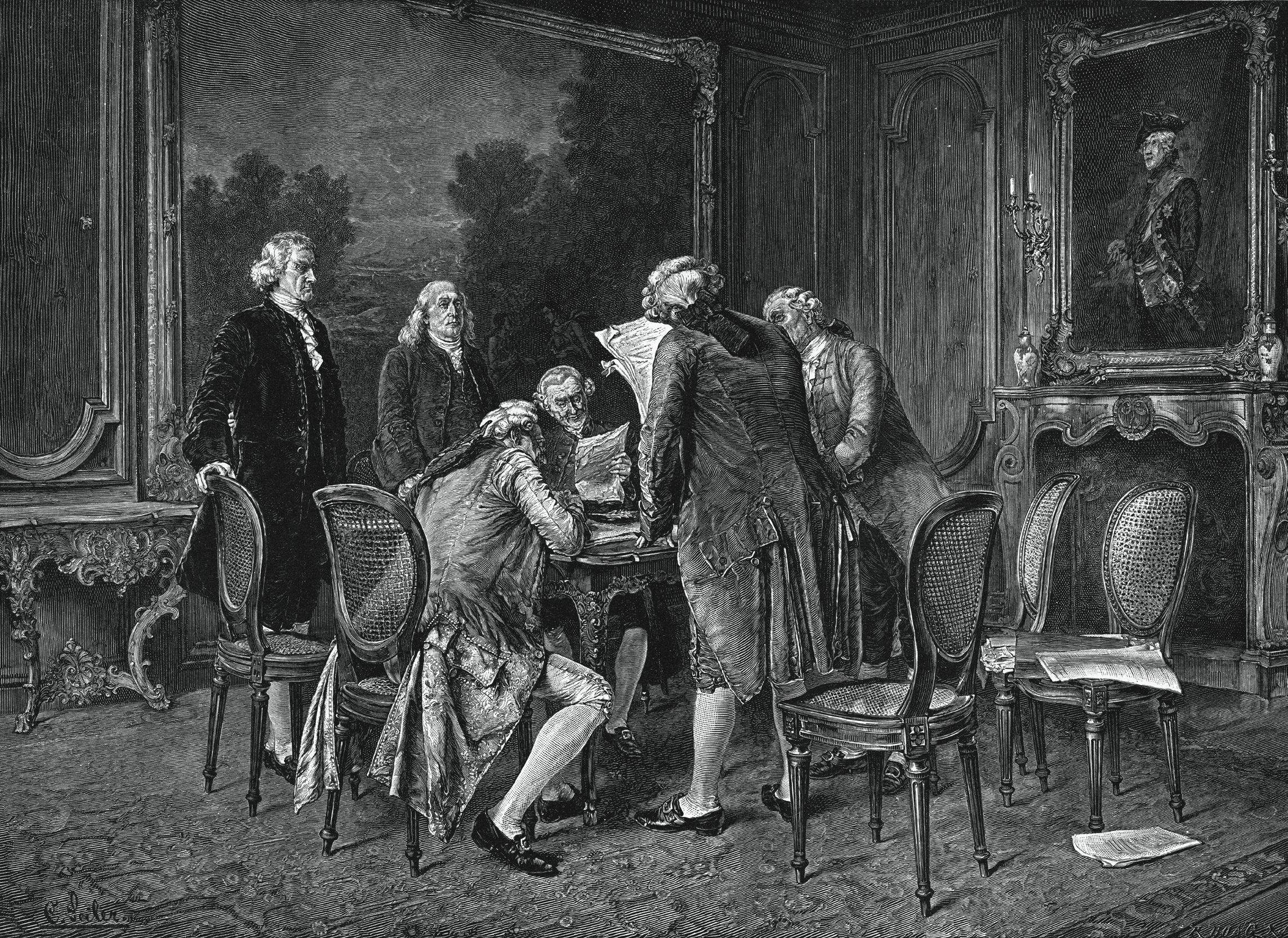
1782년 11월 30일 파리 예비 조약 서명

파리 평화 조약은 미국 독립 전쟁을 종결시킨 일련의 조약들을 말한다. 1781년 6월, 의회는 영국과 협상하기 위한 평화 위원들을 임명했다. 1782년 11월 30일, 리처드 오스왈드와 미국 대표들이 예비 평화 조항에 서명했다.

### 협상으로 가는 길
콘월리스 경의 요크타운 항복 소식은 1781년 11월 말, 의회가 다음 해 군사비 지출 추정치를 논의하기 직전에 영국에 도달했다. 급히 수정된 계획은 미국에 병력을 현 수준으로 유지하되, "공세적" 전쟁 정책을 포기하고 카리브해와 지브롤터에서의 프랑스 및 스페인 공격에 대한 새로운 방어 접근 방식으로 전환하는 것이었다.

### 협상 과정
따라서 "비공세 전쟁" 정책을 기반으로 미국과의 평화 회담을 시작하기로 결정했다. 첫째, 미국과 프랑스 간 1778년 동맹 조약의 명시된 목표는 구체적으로 미국의 독립을 유지하는 것이었다. 둘째, 1년 이상 동안 암스테르담으로 가던 중 붙잡혀 런던탑의 작은 두 방짜리 스위트에 수감된 미국 특사 헨리 로렌스와 비공식적인 논의가 진행되었다. 파리로 파견된 영국 협상가는 스코틀랜드인 리처드 오스왈드였는데, 그는 노예 무역에서 헨리 로렌스의 전 사업 파트너였으며 런던탑에서 로렌스를 방문했던 사람 중 한 명이었다. 그가 프랭클린과 처음 가진 회담에서 영국이 캐나다를 미국에 넘겨주어야 한다는 제안이 나왔다.

### 영국 정부의 재변화
7월 1일, 정부의 명목상 수장인 로킹엄 경이 사망하자 셸번 경이 어쩔 수 없이 그 자리를 맡게 되었고, 이는 찰스 제임스 폭스의 사임을 초래하며 의회 내 반전 휘그당에 대규모 분열을 일으켰다. 그럼에도 불구하고 나머지 협상은 셸번의 교활한 지도 아래 진행되었다 (이 협상 중 일부는 그의 서재에서 이루어졌는데, 현재는 랜즈다운 클럽의 바가 되었다). 예를 들어, 그는 대서양 횡단 통신의 큰 지연을 이용하여 조지 워싱턴에게 영국이 무조건적으로 미국 독립을 수용한다는 서한을 보냈지만, 리처드 오스왈드가 파리로 돌아와 프랭클린과 그의 동료들(존 제이는 이때 스페인에서 돌아와 있었다)과 협상할 때는 그러한 약속을 할 권한을 주지 않았다.

### 외교적 책략
프랭클린은 여름 말 통풍으로 병이 들었지만, 존 제이가 9월에 조제프 마티아스 제라르 드 레네발의 영국 비밀 임무와 프랑스의 어업 입장을 알게 되자, 그는 셸번에게 직접 메시지를 보내 프랑스와 스페인의 영향을 너무 많이 받지 않아야 하는 이유를 자세히 설명했다. 동시에 리처드 오스왈드는 미국인들과 협상할 자신의 임무 조건이 13개 소위 식민지들이 스스로를 "미국"이라고 부른다는 것을 인정하도록 약간 수정될 수 있는지 물었고, 9월 24일경 미국인들은 이것이 이루어졌다는 소식을 들었다.

### 전쟁과 평화의 강대국들
틀:Disputed inline
영국과 의회에서 반란을 일으킨 13개 식민지 사이의 초기 내전은 영국과 다른 유럽 강대국들 간의 세계적인 분쟁으로 확대되었다. 북아메리카의 영국 식민지 반군들은 북대서양에서의 영국의 우위를 견제하고 타협하기 위한 "국제 연합의 중심축"이 되었다. 반란을 일으킨 미국인들은 성공하려면 외부의 도움이 필요했다. 그들의 "대륙군"은 초기에 반복적인 역전을 겪었다. 미국의 주요 항구 도시들이 점령되거나 봉쇄되고, 해군력이 무력하다는 것이 입증되었으며, 군대는 영국 정규군과 독일 제후국에서 온 동맹 보조군에게 반복적으로 참패를 당하면서 미국의 독립 대의는 흔들렸다.
처음에 대륙회의는 부유한 식민지 주민들의 개인 재산에서 재정적 기여를 받아 소규모 주들이 재정 요구를 충분히 지불하지 않는 것을 보충하며 버텼다. 이는 조지 워싱턴의 지도력과 버지니아, 매사추세츠, 펜실베이니아와 같은 대규모 주들로부터의 지속적인 신병 유입 덕분이었다. 그 후 네덜란드 금융가들과 프랑스의 비밀 군사 원조가 이어졌다. 프랑스 계몽주의 자유 계약자들과 유럽의 용병 모험가들이 고군분투하는 혁명군을 돕기 위해 왔다. 1778년, 프랑스 왕실은 미국을 통상 조약으로 인정했으며, 이어서 영국이 프랑스와의 미국 무역을 방해하기 위해 전쟁을 일으킬 경우 발효될 방어 조약을 체결했다. 군사 조약의 제2조는 캐나다, 퀘벡 또는 버뮤다에서 정복된 모든 영토를 포함하여 미국의 독립과 주권 영토에 대한 프랑스의 보장을 포함했다. 영국이 미국과의 무역 때문에 프랑스와 전쟁을 시작한다면, 프랑스는 영국군의 공격으로부터 서인도 제도의 자국 영토를 보호하는 데 도움을 줄 것이었다.
| 1778-1784년 유럽 강대국들의 전쟁 |
| - 노스 경, 영국 토리당 의회 제국 우위 및 아메리카의 영국 중상주의 지지 - 베르젠 백작 미국 독립 지지 & 아메리카 내 프랑스 영토 확장 지지 - 플로리다블랑카 백작 지브롤터, 메노르카, 플로리다를 영국으로부터 되찾으려는 스페인 전쟁파 - 빌럼 5세 네덜란드-미국 무역 지지, & 하노버(조지 3세)로부터의 독립 지지 - 벤첼 안톤 오스트리아 재상 미국 분할 지지 & 유럽 세력 균형 지지 |

미국 의회가 칼라일 위원회를 거부하자, 영국은 미국 의회에 군사 지원을 제공하는 모든 국가에 대해 공격적인 조치를 취했다. 영국은 이것이 의회의 13개 식민지에 대한 중상주의 무역 제한을 위반한다고 판단했다. 영국에게 1776년 독립 선언으로 공식적으로 시작된 식민지 내전은 이제 1778년 프랑스가 영국-프랑스 전쟁을 선포하면서 전 세계적인 전쟁으로 확대되었다. 1779년 4월까지 스페인은 비밀 아란후에스 조약에서 영국과 전쟁하기 위해 프랑스에 합류했다. 스페인은 마지막 평화 조약에서 영국에 잃었던 영토 중 지브롤터, 메노르카, 플로리다를 되찾으려 했다.
이에 대해 프랑스는 미국과의 군사 동맹 조약을 파기했다. 첫째, 프랑스-미국 조약은 미국의 독립을 보장했지만, 스페인은 제10조에 따라 공식적으로 초청되었음에도 불구하고 동맹에 가입하지 않았으며, 프랑스-스페인 조약에서도 미국의 독립을 보장하지 않았다. 둘째, 프랑스-미국 조약은 제12조에서 미국의 독립이 이루어질 때까지 프랑스가 영국과 전쟁할 것을 약속했지만, 스페인과의 조약은 영국이 미국의 독립에 미리 동의했는지 여부와 상관없이 스페인이 지브롤터를 획득할 때까지 프랑스가 영국과 전쟁할 것을 약속했다. 그리고 지브롤터를 얻기 위한 이 비밀 아란후에스 조약의 조건은 영국에 대한 프랑스-스페인 동맹의 당사자인 미국의 지식이나 동의 없이 이루어졌다. 이는 프랑스-미국 조약의 제4조를 직접적으로 위반했다. 셋째, 프랑스-미국 조약 제6조에서 프랑스는 영국에 속한 모든 영토를 포기했다. 이는 영국이 뉴펀들랜드에서 미국에 어업권을 양도하도록 규정했는데, 이는 영국-미국 최종 평화 조약에서 그렇게 했다. 그러나 프랑스-스페인 조약은 그들이 뉴펀들랜드를 영국으로부터 정복한 다음 자신들끼리만 공유할 것이라고 규정했다.
1780년, 해상에서 영국의 추가적인 공격을 막기 위해, 영국의 13개 반란 식민지들 사이에서 계속 무역을 하던 중립 대륙 세력들은 오스트리아, 러시아, 프로이센을 포함하여 제1차 무장 중립 동맹을 결성했다. 이들은 1766년 영국-러시아 조약이 군사적 밀수품이나 교전국의 항구에 대한 정지된 봉쇄를 제외하고는 영국 영토 내에서 자유 무역을 규정하고 있다고 주장했다.
프랑스와 스페인과의 전 세계적인 추가 갈등은 미국 전쟁에서 영국의 자원을 압박했다. 프랑스는 바베이도스와 자메이카를 봉쇄하여 영국의 무역에 피해를 입혔다. 영국은 12월 15일 프랑스 해군을 격파하고 세인트루시아를 점령했다. 그러나 1779년에 프랑스는 영국의 영토를 점령하기 시작하여 세인트빈센트와 그레나다를 점령했다. 영국은 1779년 그레나다 전투에서 크게 패했다. 프랑스와 스페인은 영국 침공에 실패했지만, 프랑스-스페인 연합 함대는 아소르스 제도 근해에서 서인도 제도로 향하던 대규모 영국 수송선을 결정적으로 격파했다. 이 패배는 영국에게 치명적이었다. 스페인은 지브롤터에 있는 영국 해군 기지를 점령하는 데 실패했지만, 스페인과 프랑스에 대한 영국의 봉쇄는 효과가 없었다.
영국은 13개 식민지에 대한 제국주의 통치를 포기하고, 대신 영국과 미국의 공통 역사, 가족 관계, 무역에 의존하기로 결정했다. 영국은 캐나다 대륙에서 군사 강국으로 성장할 만큼 충분히 넓은 영토를 제공함으로써 프랑스와의 미래 미국 군사 동맹에 대한 의존도를 끊으려 했다. 아메리카 식민지를 포기한 후, 재분배된 재정, 성장하는 해군, 그리고 프랑스에 대한 복수를 위한 열정적인 국내 모집이 합쳐져 1782-1784년에 영국 해군은 전 세계에서 승리를 거두었다. 영국은 미국, 프랑스, 스페인, 네덜란드 공화국과 체결된 네 개의 별도 양자 평화 조약에서 조건과 순서를 지시할 수 있었다.

### 협정에 대한 영국의 대응
평화 조항, 특히 미국과의 조약 제안은 영국에서 정치적 폭풍을 일으켰다. 북서부 영토와 뉴펀들랜드 어업권 양도, 특히 개별 주들이 필연적으로 무시할 조항으로 인한 왕당파의 명백한 포기는 의회에서 비난받았다. 마지막 쟁점은 가장 쉽게 해결되었다. 전쟁 지속에 필요한 영국 세금 수입이 왕당파 보상에 사용될 것이었고, 많은 왕당파들이 노바스코샤에서 무상 토지를 받았다. 그럼에도 불구하고 1783년 2월 17일과 2월 21일 다시 의회에서 조약 반대 동의안이 통과되었고, 이에 따라 2월 24일 셸번 경이 사임하면서 영국 정부는 5주 동안 지도자 없는 상태였다. 마침내 전년도 로킹엄 경의 선택과 유사한 해결책이 발견되었다. 정부는 명목상 포틀랜드 공작이 이끌고, 두 명의 국무장관은 찰스 폭스와 놀랍게도 노스 경이 맡게 되었다. 리처드 오스왈드는 새로운 협상가인 데이비드 하틀리로 교체되었지만, 미국인들은 조약 수정에 반대했다. 부분적으로는 대륙횡단으로 몇 달이 걸릴 의회의 승인을 받아야 했기 때문이었다. 따라서 1783년 9월 3일 하틀리의 파리 호텔에서, 지난 11월 리처드 오스왈드가 합의했던 조약이 공식적으로 서명되었고, 베르사유 궁전에서는 프랑스 및 스페인과의 별도 조약도 공식화되었다.

## 파리 조약

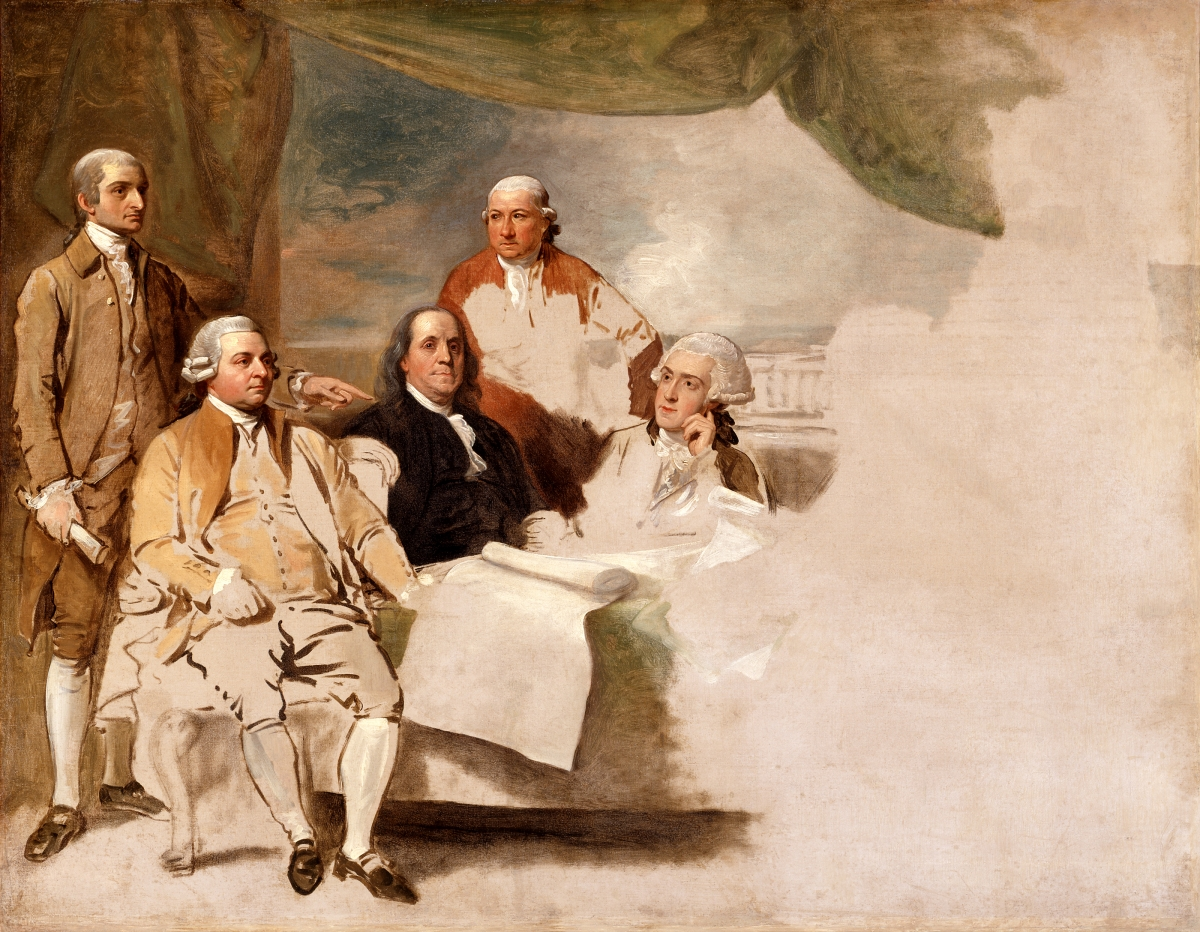
벤저민 웨스트의 파리 조약 그림은 1783년 파리 조약에 서명하려는 미국인들: 존 제이, 존 애덤스, 벤저민 프랭클린, 윌리엄 템플 프랭클린, 헨리 로렌스. 영국 대표단은 영국군의 패배를 기념하고 싶지 않아 포즈를 취하기를 거부했고, 그림은 미완성으로 남았다.

파리 조약은 1783년 9월 3일에 서명되고, 연합회의에 의해 1784년 1월 14일에, 그리고 대영제국 국왕에 의해 1784년 4월 9일에 비준되었으며 (비준 문서는 1784년 5월 12일 파리에서 교환되었다), 1775년부터 영국 통치에 반란을 일으켰던 대영제국과 미국 간의 미국 독립 전쟁을 공식적으로 종결시켰다.
당시 영국과 전쟁 중이던 다른 교전국들은 영국-프랑스 전쟁의 프랑스, 아란후에스 조약으로 프랑스와 동맹을 맺은 스페인, 그리고 제4차 영국-네덜란드 전쟁의 네덜란드 공화국이었다. 이 세 나라는 각각 전 세계에 흩어진 영토를 서로 교환하는 영국과의 다른 별도의 평화 협정을 맺었다. 자세한 내용은 파리 평화 조약 (1783년)을 참조하라.

### 예비 협정
1782년부터 1784년까지 파리에는 국제 평화 협상에 직접 참여한 수많은 외교관들이 있었다. 이들은 네 주요 교전국 간의 세 가지 전쟁에 대해 논의했다. 첫째, 영국, 미국, 그리고 그들의 프랑스 동맹국 간의 미국 독립 전쟁; 둘째, 영국, 프랑스, 그리고 그들의 스페인 동맹국 간의 영국-프랑스 전쟁 (1778년); 셋째, 영국과 네덜란드 간의 제4차 영국-네덜란드 전쟁 (1780년). 또한, 제1차 무장 중립 동맹의 강대국 외교관들은 서로 협의하고 각국 정부의 다양한 제안들을 교환했는데, 특히 영국이 강대국들 간의 중재자로 초대한 러시아와 오스트리아의 제안들이 그러했다.

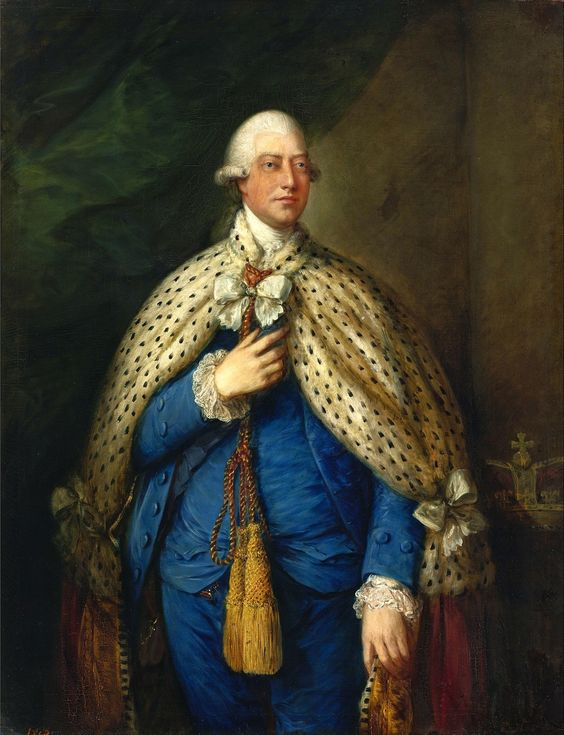
조지 3세, 1785년
의회 의복 차림

영국-13개 식민지 분쟁은 1775년 렉싱턴부터 1781년 요크타운까지 6년 이상 지속되었다. 분쟁이 시작된 지 약 3년 후, 프랑스와 미국은 동맹 조약을 체결하여 미국의 독립을 위한 평화 협정을 맺기 전에 양국이 협의할 것을 약속했다. 그 다음 해, 프랑스와 스페인은 비밀리에 아란후에스 조약을 맺어 지중해와 대서양 사이의 요충지인 지브롤터에서 스페인이 승리할 때까지 양국이 싸울 것을 약속했다. 요크타운 패배와 의회의 미국 전쟁 종결 결의 이후, 영국 총리 셸번은 미래에 미국이 군사적으로 프랑스에 의존하지 않도록 미국 평화 협정을 강화함으로써 미국을 전쟁 중인 프랑스로부터 분리시키려 했다. 그는 또한 미래의 미국과의 지속적인 무역으로 영국을 강화하려 했다. 프랑스 외무장관 베르젠은 프랑스의 장기적인 이익을 위해 "미국 합의"에 영향을 미치려 했다. 그는 미국을 군사적으로 약화시켜 영국에 대한 영구적인 군사 동맹에서 프랑스에 대한 미래 의존도를 보장하고자 했다.
파리에서 영국-프랑스 전쟁의 세 강대국 교전국들은 미국을 위한 상호 "미국 합의"를 위한 분명히 다른 영토 할당 제안들을 내놓았다. 첫 번째 지도는 프랑스의 제안으로, 1763년 선언에 맞춰 서부 경계를 애팔래치아 산맥으로 제한하여 미국에 가장 제한적이었다. 이 선언은 미국 독립 선언에서 조지 3세를 비난하는 데 사용된 항목이다. 두 번째 스페인 지도는 애팔래치아 산맥 바로 서쪽의 미시시피 강 유역 고지를 미국에 추가로 허용한다. 그러나 이는 또한 영국이 조지아 식민지를 스페인에 양도하도록 요구하는데, 이는 1778년 프랑스-미국 동맹을 위반하며, 1782년 12월 조지 3세의 미국 독립 발표와도 상반된다. 세 번째 영국 지도는 1783년 4월 의회에서 예비 협정으로 승인되었으며, 미국의 영토는 미시시피 강 중앙까지 확장되었다. 의회는 유럽 강대국들이 고려한 가장 광대한 영토를 양도하는 평화 조약에서 국익이 발견될 것이라고 해석했다. 의회는 영국 조약 보장을 역사, 가족, 무역의 유대로 신뢰했으며, 미국이 동의하지 않은 비밀 조약에 의해 동기 부여된 프랑스와 스페인 장관들의 반대를 무시했다.

프랑스(1782), 스페인(1782), 영국(1783)이 제안한 미국 영토 지도
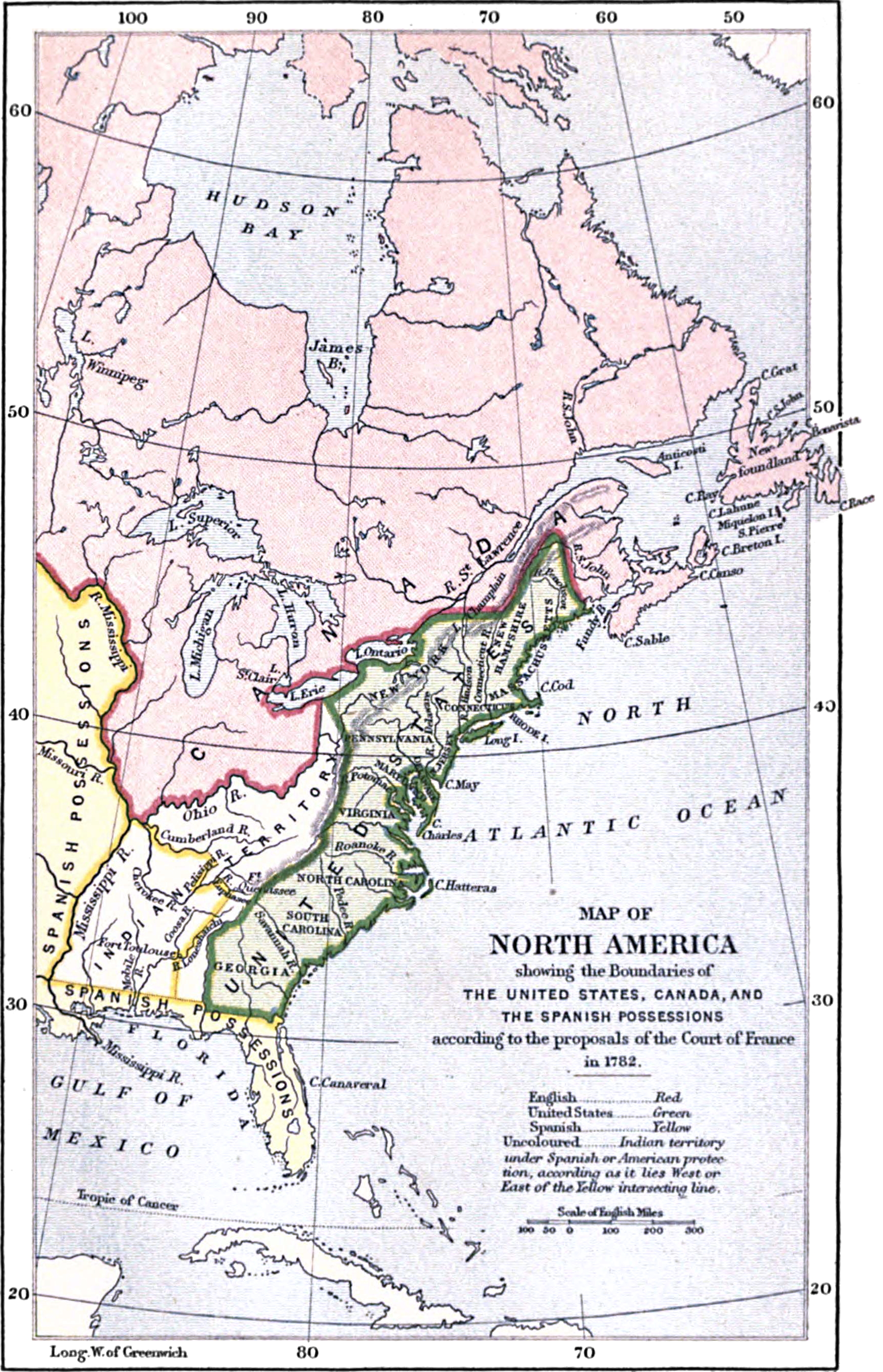
프랑스: 1763년 선언 재채택[c]
스페인: 영국은 조지아를 스페인에 양도해야 함; 미국은 서부 퀘벡의 가장 동쪽 일부를 얻음.[d]
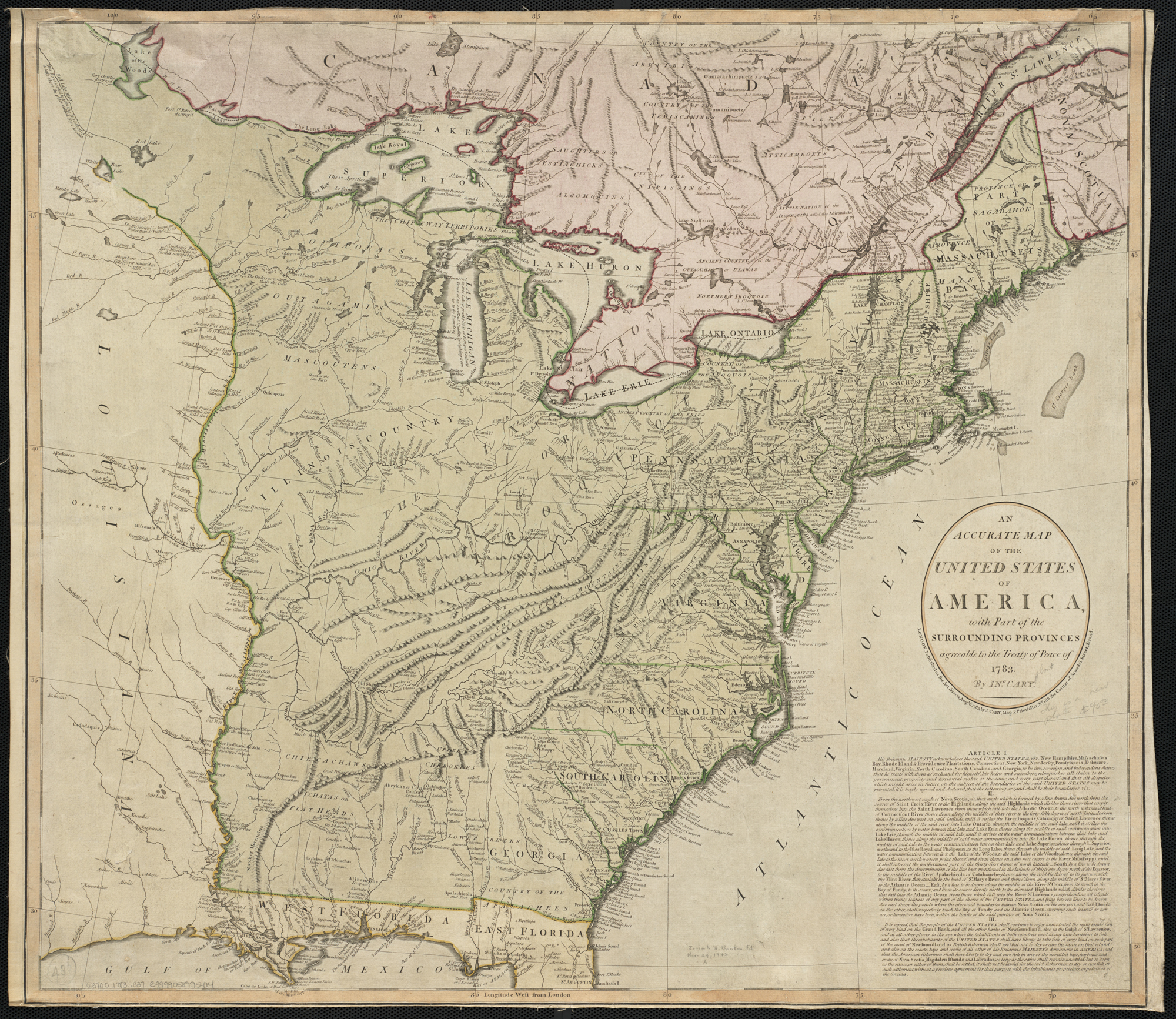
영국 및 미국: "결정적인" 파리 조약, 미국 서부에서 미시시피 강 중앙까지[e]

### 협정
1782년 11월 30일 파리에서 체결된 예비 조항, 1782년 12월 5일 왕좌로부터의 연설에서 조지 3세의 미국 독립 발표, 그리고 1783년 4월 15일 연합회의의 승인을 바탕으로 이 조약은 1783년 9월 3일 파리에서 서명되었다. 이후 1784년 1월 14일 의회에서 비준되었고, 그 형식적인 절차는 한 달 뒤 영국 의회의 비준과 함께 파리에서 영국과 미국 장관들 사이에 교환되었다. 외교적으로, 파리에서 이루어진 영국과 미국 간의 세 번째 국가적 의도 교환은 1775년부터 영국 통치에 반란을 일으켜 1776년 7월 4일 미국을 형성한 13개 옛 식민지와 영국 간의 미국 독립 전쟁을 마침내 종결시켰다.
이 조약 문서는 현재 자코브 거리 56번지인 오텔 드 요크에서 존 애덤스, 벤저민 프랭클린, 존 제이(미국 대표)와 데이비드 하틀리(영국 국왕 조지 3세를 대표하는 영국 의회 의원)가 서명했다. 하틀리가 호텔에 머물고 있었기 때문에, 인근 영국 대사관(자코브 거리 44번지)보다 "중립" 지점으로 서명 장소로 선택되었다.
미국 연합회의는 1784년 1월 14일 파리 조약을 비준했고, 사본은 다른 관련 당사국들의 비준을 위해 유럽으로 다시 보내졌으며, 첫 번째 사본은 3월에 프랑스에 도착했다. 영국의 비준은 1784년 4월 9일에 이루어졌고, 비준된 버전은 1784년 5월 12일 파리에서 교환되었다. 그러나 통신 부족으로 인해 시골 지역의 미국인들은 소식을 한동안 받지 못했다.
9월 3일, 영국은 프랑스 및 스페인과도 별도의 협정을 체결했으며, (잠정적으로) 네덜란드 공화국과도 협정을 맺었다. 스페인과의 조약에서는 동플로리다와 서플로리다 식민지가 스페인에 양도되었고(명확히 정의된 북부 경계 없이, 마드리드 조약으로 해결된 분쟁 지역을 초래했다), 메노르카섬도 양도되었으며, 프랑스와 스페인에 점령되었던 바하마, 그레나다, 몬트세랫은 영국에 반환되었다. 프랑스와의 조약은 주로 점령된 영토 교환에 관한 것이었지만(프랑스의 순이득은 토바고섬과 아프리카의 세네갈뿐이었다), 이전 조약들을 강화하여 뉴펀들랜드 연안의 어업권을 보장하기도 했다. 1781년 영국에 점령되었던 동인도 제도의 네덜란드 영토는 네덜란드 동인도 제도의 무역 특권을 대가로 영국이 네덜란드에 반환했다.

### 전문 (프랑스어 및 영어)
- Jenkinson, Charles A Collection of All the Treaties of Peace, Alliance, and Commerce Between Great Britain and Other Powers vol. 3, pages 334 onward. London, Debrett (1785), via Google Books— accessed 2008-01-03

### 조약 집행
미국인들이 식민지 신분일 때 영국으로부터 자동으로 부여받았던 특권들(예를 들어 북아프리카 해적으로부터의 지중해 보호는 제1차 바르바리 전쟁과 제2차 바르바리 전쟁으로 이어졌다)은 철회되었다. 개별 주들은 제5조에 따라 압수된 왕당파 재산을 복구하라는 연방의 권고를 무시했으며, 제6조도 회피했다(예: "미납 부채"를 명목으로 왕당파 재산을 압수). 특히 버지니아는 제4조도 무시하고 영국 채권자에 대한 부채 지불 금지 법률을 유지했다.
북아메리카의 실제 지형은 캐나다 국경 설명과 일치하지 않았다. 조약은 미국의 남부 경계를 명시했지만, 별도의 영국-스페인 협정은 플로리다의 북부 경계를 명시하지 않았고, 스페인 정부는 경계가 1764년 영국이 서플로리다 영토를 확장했을 때와 동일하다고 가정했다. 이 분쟁이 계속되는 동안, 스페인은 새로운 플로리다 통제를 이용하여 제8조를 무시하고 미국이 미시시피 강에 접근하는 것을 막았다.
오대호 지역에서 영국은 "가능한 한 신속히" 통제권을 포기해야 한다는 조항을 매우 관대하게 해석했다. 이는 원주민들과 협상할 시간이 필요했기 때문이다. 원주민들은 이 지역을 미국의 통제 밖에 두었지만, 조약에서는 완전히 무시되었다. 그 협상이 완료된 후에도 영국은 압수된 왕당파 재산에 대한 일부 보상을 얻기 위한 협상 카드로 통제권을 유지했다. 이 문제는 1794년 제이 조약으로 마침내 해결되었으며, 이 모든 쟁점에 대한 미국의 협상 능력은 1787년 새로운 헌법 제정과 폴른 팀버스 전투에서의 승리로 크게 강화되었다.

### 그 후

#### 해외 주재 미국 공사
1784년, 영국은 미국과의 무역을 허용했지만, 일부 미국 식량 수출품을 서인도 제도로의 수출을 금지했다. 반면 영국의 미국 수출액은 370만 파운드에 달했고, 수입액은 75만 파운드에 불과했다. 이러한 불균형은 미국 내 금 부족을 초래했다. 1784년, 뉴욕 기반 상인들은 중국과의 무역을 시작했고, 이어서 세일럼, 보스턴, 필라델피아가 뒤를 이었다.
1785년, 존 애덤스는 세인트 제임스 궁정(영국)의 첫 공사로 임명되었고, 제퍼슨은 프랭클린을 대신하여 프랑스 공사로 임명되었다.
1789년, 제이-가르도키 조약은 스페인에게 미시시피 강 30년 독점 항해권을 부여했으나, 서부 주들의 반대로 비준되지 않았다.
조지 워싱턴은 1794년에 존 퀸시 애덤스를 네덜란드 주재 미국 대사로, 1796년에는 포르투갈 주재 대사로 임명했다.
존 애덤스는 1797년에 그의 아들 존 퀸시 애덤스를 프로이센 공사로 임명했다. 그곳에서 애덤스는 프로이센 외무장관 칼 빌헬름 핀크 폰 핀켄슈타인 백작과의 협상 후 매우 자유주의적인 프로이센-미국 우호통상조약의 갱신에 서명했다.

#### 프랑스
1793년, 영국과 프랑스, 그리고 각 동맹국들 사이에 전 세계적인 전쟁이 발발했다. 4월, 조지 워싱턴은 유럽 교전국들 간의 분쟁에서 미국의 중립을 선언하는 포고령을 발표했다. 미국은 1812년까지 중립을 유지하며 양측과 거래했지만, 양측으로부터 괴롭힘을 당했다.

#### 영국
1795년, 미국은 영국과 제이 조약을 체결하여 전쟁을 피하고 10년간의 평화로운 무역을 이끌었으나, 중립 문제 해결에는 실패했다. 영국은 결국 서부 요새에서 철수했으며, 국경선과 (양방향) 부채는 중재를 통해 해결되었다. 이 조약은 수정 후 미국 상원 (1795년)에 의해 간신히 승인되었고, 강력한 반대에 부딪혔다. 이는 제1차 당제 형성에 주요 쟁점이 되었다.

#### 스페인
마드리드 조약은 미국과 플로리다 및 루이지애나주 스페인 식민지 간의 국경을 설정하고, 미시시피 강 항해권을 보장했다. 1797년, 미국은 바르바리 해적국인 트리폴리와 평화 조약을 체결했다. 그러나 이 조약은 1801년에 트리폴리의 파샤에 의해 위반되었고, 이는 트리폴리 전쟁으로 이어졌다. 또한 1797년에는 XYZ 사건이 발생하여 프랑스 외교관들이 미국 정부를 모욕함으로써 프랑스와의 전쟁 위협으로 이어졌고, 궁극적으로 1798년부터 1800년까지 선전포고 없는 해전인 유사전쟁이 발발했다.

#### 라구사
라구사(현재 두브로브니크, 크로아티아)는 아드리아해에 위치한 역사적, 문화적으로 이탈리아와 연결된 주요 도시로, 파리 주재 외교 대표 프란체스코 파비를 통해 미국의 경제적 잠재력에 관심을 가졌다. 그는 학자 조반니 파브로니의 요청으로 페르디난도 3세 디 토스카나 대공과 연락을 취했다. 미국은 혁명기 동안 외국과의 무역 협정 체결에 열심이었다. 미국 외교관 아서 리는 이탈리아 상인들이 미국과 무역하고 싶어하지만 사략선이나 사략 사관의 위험을 걱정한다는 것을 알게 되었다. 1771년부터 가죽은 라구사 선박에 의해 볼티모어, 뉴욕, 필라델피아에서 프랑스의 마르세유로 운송되었다. 라구사는 미국과 무역 협정을 체결했고, 미국은 그들의 선박이 항구에서 자유롭게 통행할 수 있도록 허용했다.

## 같이 보기
- 존 애덤스의 외교
- 미국 외교 정책의 역사 (1776년~1801년)
- 남북 전쟁 외교

## 내용주
1. ↑  영국의 경우, 북아메리카에서의 공세적 행동을 중단하기 위한 이전 의회 결의안은 1782년 12월 5일에 채택되고 확대되었다. 조지 3세는 의회 공동 회의에서 왕좌로부터의 연설을 통해 미국 의회에 독립, 평화적인 무역, 그리고 궁극적으로 종교, 언어, 이해관계, 애정에 기반한 "양국 간의 영구적인 연합의 유대"를 형성할 것을 제안했다.[61][62]
2. ↑  영국과 미국은 1783년 9월 13일에 최종 조약을 체결했지만, 프랑스 및 스페인과의 예비 협정이 체결된 후에야 가능했다. 그 후 영국과 미국은 아침에 “결정적인” 파리 조약 (1783년)에 서명하여 미국 영토를 확정했으며, 미국 장관들은 모두 루이 16세 궁전인 베르사유로 마차를 타고 가서 전 세계에 걸친 영국-프랑스 영토 합의를 위한 결정적인 베르사유 영국-프랑스 조약 (1783년), 그리고 전 세계에 걸친 영국-스페인 영토 합의를 위한 결정적인 베르사유 영국-스페인 조약 (1783년) 서명을 지켜보았다.
3. ↑  프랑스는 조지 3세 1763년 선언선을 제안했는데, 이는 1600년대 스튜어트 왕의 식민지 특허 토지 부여를 임의로 잘라냈다. 당시 이는 미국 식민지 주민들을 격분시켰고, 7년 전쟁(프렌치 인디언 전쟁)에서 프랑스에 대한 영국 제국의 승리에 대한 그들의 호감을 빼앗았다. 미국의 서부 경계는 이리호 남쪽 해안 중앙 지점에서 남동쪽으로 애팔래치아 산맥까지, 남쪽으로 동부 대륙 분수령을 따라 조지아까지, 그리고 남쪽으로 스페인의 동플로리다까지였다.
4. ↑  미국의 서부 경계는 이리호 남단에서 남쪽으로 그랜드 카나와 강과 오하이오 강 합류점(현대 웨스트버지니아 중부)까지, 남쪽으로 애팔래치아 산맥의 사우스캐롤라이나 경계까지; 그러나 서배너와 조지아는 영국이 스페인에 양도함.
5. ↑  1783년 파리 조약에서 영국과 미국 단독으로 정의된 미국 국경, 제2조. (a) 서쪽: "...노바스코샤의 북서쪽 모퉁이에서 ... [온타리오호, 이리호, 휴런호, 슈피리어호... 롱호, 삼림호]의 중앙을 통과하여 ... 그 북서쪽 끝까지, 그리고 거기에서 정서 방향으로 미시시피 강까지; (b) 남쪽: ... 그 다음 ... 그 강 중앙을 따라 북위 31도선 북쪽 끝과 교차할 때까지; (c) 동쪽 "... 대서양까지 ... [북쪽의] 노바스코샤와 [남쪽의] 동플로리다 사이에 있는 ... 미국 해안의 어느 부분에서든 20리그 이내의 모든 섬을 포함."[63]

## 추가 문헌
- Samuel Flagg Bemis (1935). 《The Diplomacy of the American Revolution》. American Historical Association., a standard history; online free to borrow
- Dull, Jonathan R. (1987). 《A Diplomatic History of the American Revolution》. Yale University Press. ISBN 0-300-03886-0., a standard history
- Hoffman, Ronald; Peter J. Albert editor (1981). 《Diplomacy and Revolution: The Franco-American Alliance of 1778》. University of Virginia Press. ISBN 0-8139-0864-7.
- Hoffman, Ronald; Peter J. Albert editor (1986). 《Peace and the Peacemakers: The Treaty of 1783》. University of Virginia Press. ISBN 0-8139-1071-4.
- Kaplan, Lawrence S. "The Diplomacy of the American Revolution: The Perspective from France" Reviews in American History (1976) 4#3 pp. 385–390 in JSTOR
- Kaplan, Lawrence. Colonies into nation: American diplomacy, 1763-1801 (1972) online free to borrow
- Stockley, Andrew (2001). 《Britain and France at the Birth of America: The European Powers and the Peace Negotiations of 1782–1783》. University of Exeter Press. 2008년 7월 19일에 원본 문서에서 보존된 문서. 2009년 4월 16일에 확인함.
- Perkins, James Breck (1911). 〈XXV Negotiations for Peace〉. 《France in the American Revolution》. Houghton Mifflin Company.
- Schulte Nordholt, Jan Willem. The Dutch Republic and American Independence, trans. Herbert H. Rowen. Chapel Hill: University of North Carolina Press 1982 ISBN 0807815306
- Simms, Brendan. Three Victories and a Defeat: The Rise and Fall of the First British Empire, 1714–1783 (2008) 802 pp., detailed coverage of diplomacy from London viewpoint

### 주요 자료
- Franklin, Benjamin (1906). 《The Writings of Benjamin Franklin》. The Macmillan company. 108쪽. Joseph Matthias Gérard de Rayneval.
- Commager, Henry Steele and Richard Morris, eds. The Spirit of 'Seventy-Six: The Story of the American Revolution As Told by Participants (1975) online